# Реклю, Онезим
Онези́м Реклю́ (фр. Onésime Reclus; 7 марта 1837 года, Ортез — 30 июня 1916 года, Париж) — французский географ и писатель; сотрудник еженедельника «Le Tour du monde». Ему принадлежит авторство французского слова «франкофония» (francophonie).
Происходил из разветвлённой семьи Реклю, давшей Франции учёных и анархистов; сын протестантского священника. Окончил коллеж в Сент-Фуа-ла-Гранд, служил в зуавах.

## Труды
Кроме статей в журнале «Tour du monde», напечатал:
- «La France et ses colonies» (1873; 2 изд., 1886—89),
- «La Terre à vol d’oiseau» (1879; 2-е изд. 1885, 616 гравюр и 10 карт) и др.